# リオン・フォイヒトヴァンガー
リオン・フォイヒトヴァンガー（Lion Feuchtwanger、1884年7月7日 - 1958年12月21日）は、ヴァイマル共和国（現:ドイツ）ミュンヘン出身のドイツ系ユダヤ人小説家、劇作家。
1923年に同国の劇作家、詩人、演出家のベルトルト・ブレヒトと『エドワード2世の生涯』（en:The Life of Edward II of England）や戯曲を共著している。代表作は1925年に著された歴史小説の『ユダヤ人ジュース』（en:Jud Süß (Feuchtwanger novel)）が挙げられる。なお、『ユダヤ人ジュース』はベストセラーになり、1934年にイギリスで映画化され、その後は1940年にナチスが反ユダヤ主義に歪曲して映画『ユダヤ人ジュース』が作製された。

## 生涯
1884年7月7日にヴァイマル共和国ミュンヘンにユダヤ人実業家の父の元に長男として生まれるが、シオニストであった父に反抗し、劇評や文筆活動で自立するようになる。
1933年にはナチスのニュルンベルク法、ユダヤ人迫害をおそれ、フランスに亡命した後にアメリカに移り住む。フォイヒトヴァンガーはアメリカで反ファシズム運動を起こし、晩年には真剣さと娯楽性を兼備すると評価され、アメリカ、ソ連と、ドイツ国外に読者が多い小説『ゴヤ』や『エフタとその娘（de:Jefta und seine Tochter
）』を著す。
1958年12月21日、アメリカのロサンゼルスで亡くなる。

## その他
1930年代、リオン・フォイヒトヴァンガーの兄の家はミュンヘンにあったが、その隣に住んでいたのが、アドルフ・ヒトラーである。この兄の子で、サウサンプトン大学の歴史学教授、エドガー・フォイヒトヴァンガー(de:Edgar Feuchtwanger)は子供のときにヒトラーを見たことがあり、この時のことを著書「ヒトラーが隣に住んでいたとき」に著した。

## 作品
- 1923年、『醜い蟇口公妃』（The Ugly Duchess、Die häßliche Herzogin Margarete Maultasch）、マルガレーテ・フォン・ティロル
- 1924年、ベルトルト・ブレヒトと共著『エドワード2世の生涯』（en:The Life of Edward II of England、The Life of Edward II of England）
- 1925年、『ユダヤ人ジュース』（en:Jud Süß (Feuchtwanger novel)、Jew Suess, Power）
- 1934年、『Marianne in Indien und sieben andere Erzählungen』（Marianne in Indien, Höhenflugrekord, Stierkampf, Polfahrt, Nachsaison, Herrn Hannsickes Wiedergeburt, Panzerkreuzer Orlow, Geschichte des Gehirnphysiologen Dr. Bl.）
- 1936年、『Der falsche Nero』（The Pretender）
- 1937年、『Moskau 1937』（Moscow 1937）
- 1941年、『Unholdes Frankreich』（Ungracious France, Der Teufel in Frankreich, The Devil in France）
- 1943年、『Die Brüder Lautensack』（Die Zauberer, Double, Double, Toil and Trouble, The Lautensack Brothers）
- 1944年、『シモーヌ』（Simone）
- 1947年 - 1948年、『Die Füchse im Weinberg』（Proud Destiny, Waffen für Amerika, Foxes in the Vineyard）、カロン・ド・ボーマルシェ、ベンジャミン・フランクリン
- 1948年、『Wahn oder Der Teufel in Boston. Ein Stück in drei Akten. Los Angeles』
- 1951年、『ゴヤ』（Goya）、フランシスコ・デ・ゴヤ
- 1952年、『Narrenweisheit oder Tod und Verklärung des Jean-Jacques Rousseau』（Tis folly to be wise, or, Death and transfiguration of Jean-Jaques Rousseau）
- 1955年、『トレド風雲録en:Die Jüdin von Toledo』（Spanische Ballade, Raquel, The Jewess of Toledo）晶文社、1991年8月
- 1957年、『Jefta und seine Tochter』（Jephthah and his Daughter, Jephta and his daughter）
- The Wartesaal Trilogy
  - 1930年、『Erfolg. Drei Jahre Geschichte einer Provinz』（Success）
  - 1933年、『Die Geschwister Oppermann』（The Oppermanns）
  - 1940年、『Exil』
- The Josephus Trilogy、フラウィウス・ヨセフス
  - 1932年、『Der jüdische Krieg』（Josephus）
  - 1935年、『Die Söhne』（The Jews of Rome）
  - 1942年、『Der Tag wird kommen』（Das gelobte Land, The day will come, Josephus and the Emperor）

## 邦訳
- 『猶太人・ジユス』谷譲次訳 中央公論社 1930
- 『モスコー一九三七年』加田顕治訳編 国際書局 1937
- 『モスコオ一九三七年』伊藤鋭太郎訳 春秋社 1937
- 『ソビエート紀行』道本清一郎訳 クラルテ社 1946
- 『ゴヤ スペインの戦慄』坂崎乙郎訳 美術出版社 1959
- 『極地探検』寺木忠訳 勁草出版サービスセンター 1980
- 『トレド風雲録』小栗浩訳 晶文社 1991
- 『宮廷画家ゴヤ 荒ぶる魂のさけび』鈴木芳子訳 エディションq 2004